# Listă de jocuri video de rol din 1975–1985
Acesta este un index cuprinzător al jocurilor video de rol comerciale, sortate cronologic după anul apariției. Informațiile referitoare la data lansării, dezvoltatorul, editura, sistemul de operare, subgenul și notabilitatea sunt furnizate acolo unde sunt disponibile. Tabelul poate fi sortat făcând clic pe casetele mici de lângă titlurile coloanelor. Această listă nu include MUD-uri sau MMORPG-uri. Include jocuri roguelike, de acțiune și tactice (timp real).

Aceasta este o listă de jocuri video de rol din 1975 – 1985.

## Legenda
| Platforme de jocuri video |
| ------------------------- |

| AMI   | Commodore Amiga                    |
| APPII | Apple II                           |
| ATR   | Atari 8-bit family                 |
| ATR26 | Atari 2600 / Video Computer System |
| C64   | Commodore 64                       |
| CROSS | Cross-platform                     |
| DG32  | Dragon 32                          |
| DOS   | DOS / MS-DOS                       |
| FM7   | FM-7                               |
| FMT   | FM Towns                           |
| INT   | Intellivision                      |

| MAC   | Macintosh / Mac OS                      |
| MAIN  | Mainframe computer                      |
| MSX   | MSX                                     |
| MSX2  | MSX2                                    |
| NES   | Nintendo Entertainment System / Famicom |
| PC60  | NEC PC-6001                             |
| PC88  | NEC PC-8801                             |
| PC98  | NEC PC-9801                             |
| PCB   | Platforma nu este recunoscută.          |
| PDP10 | Platforma nu este recunoscută.          |
| PET   | Commodore PET                           |

| PLATO | PLATO                          |
| ST    | Atari ST                       |
| TI91  | Platforma nu este recunoscută. |
| TRS80 | TRS-80                         |
| TRSCC | TRS-80 Color Computer          |
| UNIX  | Unix                           |
| VIC20 | Commodore VIC-20               |
| X1    | Sharp X1                       |
| X68K  | Sharp X68000                   |
| ZX    | ZX Spectrum                    |
| ZX81  | Sinclair ZX81                  |

| AMI   | Commodore Amiga                    |
| APPII | Apple II                           |
| ATR   | Atari 8-bit family                 |
| ATR26 | Atari 2600 / Video Computer System |
| C64   | Commodore 64                       |
| CROSS | Cross-platform                     |
| DG32  | Dragon 32                          |
| DOS   | DOS / MS-DOS                       |
| FM7   | FM-7                               |
| FMT   | FM Towns                           |
| INT   | Intellivision                      |

| MAC   | Macintosh / Mac OS                      |
| MAIN  | Mainframe computer                      |
| MSX   | MSX                                     |
| MSX2  | MSX2                                    |
| NES   | Nintendo Entertainment System / Famicom |
| PC60  | NEC PC-6001                             |
| PC88  | NEC PC-8801                             |
| PC98  | NEC PC-9801                             |
| PCB   | Platforma nu este recunoscută.          |
| PDP10 | Platforma nu este recunoscută.          |
| PET   | Commodore PET                           |

| PLATO | PLATO                          |
| ST    | Atari ST                       |
| TI91  | Platforma nu este recunoscută. |
| TRS80 | TRS-80                         |
| TRSCC | TRS-80 Color Computer          |
| UNIX  | Unix                           |
| VIC20 | Commodore VIC-20               |
| X1    | Sharp X1                       |
| X68K  | Sharp X68000                   |
| ZX    | ZX Spectrum                    |
| ZX81  | Sinclair ZX81                  |

| Tipuri de lansări |
| ----------------- |

| Rerel  | Jocul a fost relansat pe aceeași platformă cu modificări minore sau fără modificări.                                                                                     |
| Port   | Jocul a apărut pentru prima dată pe o altă platformă. Este la fel ca originalul, cu puține sau deloc diferențe.                                                          |
| Remake | Jocul este un remake îmbunătățit al celui original, lansat pe aceeași platformă sau pe o platformă diferită, cu modificări ale graficii, sunetului și/sau gameplay-ului. |
| Compl  | O compilație, antologie sau colecție de mai multe titluri, de obicei (dar nu întotdeauna) aparținând aceleiași serii.                                                    |
| Limit  | O lansare specială (numită adesea Limited sau Collector’s Edition) cu material bonus de colecție. Adesea este furnizată persoanelor care pre-comandă un joc.             |

| Rerel  | Jocul a fost relansat pe aceeași platformă cu modificări minore sau fără modificări.                                                                                     |
| Port   | Jocul a apărut pentru prima dată pe o altă platformă. Este la fel ca originalul, cu puține sau deloc diferențe.                                                          |
| Remake | Jocul este un remake îmbunătățit al celui original, lansat pe aceeași platformă sau pe o platformă diferită, cu modificări ale graficii, sunetului și/sau gameplay-ului. |
| Compl  | O compilație, antologie sau colecție de mai multe titluri, de obicei (dar nu întotdeauna) aparținând aceleiași serii.                                                    |
| Limit  | O lansare specială (numită adesea Limited sau Collector’s Edition) cu material bonus de colecție. Adesea este furnizată persoanelor care pre-comandă un joc.             |

| Note despre genuri |
| ------------------ |

| Action RPG   | Joc video de rol de acțiune.              |
| Tactical RPG | Joc video de rol tactic.                  |
| Roguelike    | Roguelike.                                |
| MMORPG       | Joc de rol cu multiplayer online în masă. |
| MUD          | MUD.                                      |

| FPS/RPG | Shooter first-person / Joc video de rol hibrid (Joc video de rol shooter).                            |
| RTS/RPG | Joc de strategie în timp real / Joc video de rol hibrid (Joc video de rol de strategie în timp real). |
| WRPG    | Joc de rol în stil western.                                                                           |
| JRPG    | Joc de rol în stil japonez.                                                                           |
| Eroge   | Joc japonez cu conținut erotic.                                                                       |

| Action RPG   | Joc video de rol de acțiune.              |
| Tactical RPG | Joc video de rol tactic.                  |
| Roguelike    | Roguelike.                                |
| MMORPG       | Joc de rol cu multiplayer online în masă. |
| MUD          | MUD.                                      |

| FPS/RPG | Shooter first-person / Joc video de rol hibrid (Joc video de rol shooter).                            |
| RTS/RPG | Joc de strategie în timp real / Joc video de rol hibrid (Joc video de rol de strategie în timp real). |
| WRPG    | Joc de rol în stil western.                                                                           |
| JRPG    | Joc de rol în stil japonez.                                                                           |
| Eroge   | Joc japonez cu conținut erotic.                                                                       |

## Lista
| An                  | Titlu                                                                          | Dezvoltator                                            | Editură                                                          | Setări                           | Platformă                                                | Subgen                                   | Serie/Note | Țara de origine |
| ------------------- | ------------------------------------------------------------------------------ | ------------------------------------------------------ | ---------------------------------------------------------------- | -------------------------------- | -------------------------------------------------------- | ---------------------------------------- | --- | --------------- |
| 1975 (NA)           | Dnd                                                                            | Gary Whisenhunt, Ray Wood, Dirk Pellett, Flint Pellett |                                                                  | Fantezie                         | PLATO                                                    |                                          | | SUA             |
| 1975 (NA)           | m199h                                                                          |                                                        |                                                                  | Fantezie                         | PLATO                                                    |                                          | Ulterior, șters și pierdut în istorie. | SUA             |
| 1975 (NA)           | Dungeon                                                                        | Don Daglow                                             |                                                                  | Fantezie                         | PDP-10                                                   |                                          | | SUA             |
| 1975 (NA)           | Dungeon                                                                        | John Daleske, alții                                    |                                                                  | Fantezie                         | PLATO                                                    |                                          | | SUA             |
| 1975 (NA)           | Moria                                                                          | Kevet Duncombe, alții                                  |                                                                  | Fantezie                         | PLATO                                                    |                                          | | SUA             |
| 1975 (NA)           | pedit5                                                                         | Rusty Rutherford                                       |                                                                  | Fantezie                         | PLATO                                                    |                                          | | SUA             |
| 1975 (NA)           | orthanc                                                                        | Eric Hagstrom, Larry Kemp, Paul Resch                  |                                                                  | Fantezie                         | PLATO                                                    |                                          | Numit după turnul lui Saruman din The Lord of the Rings. Bazat pe pedit5.                                                                          | SUA             |
| 1977 (NA)           | Oubliette                                                                      | Jim Schwaiger                                          |                                                                  | Fantezie                         | PLATO                                                    |                                          | "Oubliette" în franceză înseamnă "temniță" (dungeon).                                                                                              | SUA             |
| 1977 (NA)           | Dnd                                                                            | Daniel M Lawrence                                      |                                                                  | Fantezie                         | PDP-10                                                   |                                          | | SUA             |
| 1978 (NA)           | Beneath Apple Manor                                                            |                                                        | Software Factory                                                 | Fantezie                         | APPII                                                    | Roguelike                                | Low-res/Grafică în modul text. | SUA             |
| 1979 (NA)           | Akalabeth: World of Doom                                                       | Richard Garriott                                       | California Pacific                                               | Fantezie                         | APPII DOS                                                |                                          | Cunoscut uneori ca Ultima 0. | SUA             |
| 1979 (NA)           | avatar                                                                         | Bruce Maggs, Andrew Shapira, David Sides               |                                                                  | Fantezie                         | PLATO                                                    |                                          | | SUA             |
| 1979 (NA)           | Dungeon of Death                                                               |                                                        | Instant Software, Inc                                            | Fantezie                         | PET                                                      | Dungeon crawl                            | Bazat pe jocul PLATO DND. | SUA             |
| 1979 (NA)           | Dunjonquest: The Datestones of Ryn                                             | Epyx                                                   | Epyx                                                             | Fantezie                         | APPII PET TRS80                                          |                                          | | SUA             |
| 1979 (NA)           | Dunjonquest: Morloc's Tower                                                    | Epyx                                                   | Epyx                                                             | Fantezie                         | APPII PET TRS80                                          |                                          | | SUA             |
| 1979 (NA)           | Space I                                                                        | Edu-Ware                                               | Edu-Ware                                                         | Sci-Fi                           | APPII                                                    |                                          | Adaptare a Traveller, a fost scos de pe piață în urma unui proces cu Game Designers Workshop.                                                      | SUA             |
| 1979 (NA)           | Space II                                                                       | Edu-Ware                                               | Edu-Ware                                                         | Sci-Fi                           | APPII                                                    |                                          | Expansiune a Space. | SUA             |
| 1979 (NA)           | Temple of Apshai                                                               | Epyx                                                   | Epyx                                                             | Fantezie                         | PET TRS80                                                | Dungeon crawl                            | Debutul seriei. | SUA             |
| 1979 (NA)           | Wilderness Campaign                                                            | Synergistic Software                                   | Synergistic Software                                             | Fantezie                         | APPII                                                    |                                          | Sequel al Dungeon Campaign pentru Apple II | SUA             |
| 1980 (NA)           | Dunjonquest: The Datestones of Ryn                                             | Epyx                                                   | Epyx                                                             | Fantezie                         | ATR (Port)                                               | Dungeon crawl                            | | SUA             |
| 1980 (NA)           | Eamon                                                                          | Donald Brown                                           |                                                                  | Fantezie                         | APPII                                                    | Adventure-RPG                            | Sistem de construcție aventură-RPG. | SUA             |
| 1980 (NA)           | Fracas                                                                         | Quality (Stuart Smith)                                 | Computersmiths                                                   | Fantezie                         | APPII                                                    |                                          | | SUA             |
| 1980 (NA)           | Rogue                                                                          | Michael Toy, et al.                                    | Diverse                                                          | Fantezie                         | UNIX                                                     | Roguelike                                | Acesta a fost începutul jocurilor pe calculator în genul roguelike. Pentru dezvoltarea sa ulterioară vezi și Cronologia jocurilor video roguelike. | SUA             |
| 1980 (NA)           | Dunjonquest: Hellfire Warrior                                                  | Epyx                                                   | Epyx                                                             | Fantezie                         | APPII TRS80 PET                                          | Dungeon crawl                            | Sequel al Temple of Apshai | SUA             |
| 1980 (NA)           | Odyssey: The Compleat Apventure                                                | Synergistic Software                                   | Synergistic Software                                             | Fantezie                         | APPII                                                    |                                          | Combină Dungeon Campaign și Wilderness Campaign de același autor.                                                                                  | SUA             |
| 1980 (NA)           | Dunjonquest: Morloc's Tower                                                    | Epyx                                                   | Epyx                                                             | Fantezie                         | ATR (Port)                                               |                                          | | SUA             |
| 1980 (NA)           | Starquest: Rescue at Rigel                                                     | Epyx                                                   | Epyx                                                             | Sci-fi                           | APPII TRS80                                              |                                          | Spin-off al seriei Dunjonquest. | SUA             |
| 1980 (NA)           | Starquest: Star Warrior                                                        | Epyx                                                   | Epyx                                                             | Sci-fi                           | TRS80                                                    |                                          | Spin-off al seriei Dunjonquest. | SUA             |
| 1980 (NA)           | Temple of Apshai                                                               | Epyx                                                   | Epyx                                                             | Fantezie                         | APPII (Port)                                             |                                          | | SUA             |
| 1981 (NA)           | Ali Baba and the Forty Thieves                                                 | Quality                                                | Quality                                                          | Fantezie                         | ATR                                                      |                                          | Remake al Fracas | SUA             |
| 1981 (NA)           | Dunjonquest: Datestones of Ryn                                                 | Epyx                                                   | Epyx                                                             | Fantezie                         | ATR (Port)                                               |                                          | | SUA             |
| 1981 (NA)           | The Keys of Acheron                                                            | Epyx                                                   | Epyx                                                             | Fantezie                         | APPII TRS80                                              |                                          | Expansiune aTemple of Apshai: Hellfire Warrior. | SUA             |
| 1981 (NA)           | Dunjonquest: Morloc's Tower                                                    | Epyx                                                   | Epyx                                                             | Fantezie                         | ATR (Port)                                               |                                          | | SUA             |
| 1981 (NA)           | Quest 1                                                                        | Brian Reynolds                                         | SoftSide                                                         | Fantezie                         | TRS80 APPII (Port) ATR (Port)                            | Dungeon crawl                            | | SUA             |
| 1981 (NA)           | Starquest: Rescue at Rigel                                                     | Epyx                                                   | Epyx                                                             | Sci-fi                           | ATR                                                      |                                          | Spin-off al seriei Dunjonquest. | SUA             |
| 1981 (NA)           | Starquest: Star Warrior                                                        | Epyx                                                   | Epyx                                                             | Sci-fi                           | APPII ATR                                                |                                          | Spin-off al seriei Dunjonquest. | SUA             |
| 1981 (NA)           | SwordThrust                                                                    | Donald Brown                                           | CE Software                                                      | Fantezie                         | APPII                                                    | Adventure-RPG                            | Refacere îmbunătățită a Eamon pentru Apple II. | SUA             |
| 1981 (NA)           | Temple of Apshai                                                               | Epyx                                                   | Epyx                                                             | Fantezie                         | ATR (Port)                                               |                                          | Debutul seriei. | SUA             |
| 1981 (NA)           | Ultima                                                                         | Richard Garriott                                       | California Pacific                                               | Fantezie                         | APPII                                                    |                                          | Debutul seriei. Relansat de Origin în 1986. | SUA             |
| 1981 (NA)           | Upper Reaches of Apshai                                                        | Epyx                                                   | Epyx                                                             | Fantezie                         | APPII TRS80                                              |                                          | Expansiune pentru Temple of Apshai. | SUA             |
| 1981 (NA)           | Wizardry: Proving Grounds of the Mad Overlord                                  | Sir-Tech                                               | Sir-Tech                                                         | Fantezie                         | APPII                                                    | Dungeon crawl                            | Dungeon crawl în stilul RPG-urilor PLATO. Debutul seriei.                                                                                          | SUA             |
| 1982 (NA)           | Advanced Dungeons & Dragons Cartridge (NA)                                     | APh (NA)                                               | Mattel (NA)                                                      | Fantezie                         | INT                                                      | Action-adventure game Dungeon crawl      | | SUA             |
| 1982 (NA)           | Apventure to Atlantis                                                          | Synergistic Software                                   | Synergistic Software                                             | Fantezie                         | APPII                                                    |                                          | Sequel al Odyssey: The Compleat Apventure. | SUA             |
| 1982 (JP)           | Ali Baba and the Forty Thieves                                                 | Quality                                                | Quality                                                          | Fantezie                         | APPII (Port)                                             |                                          | | SUA             |
| 1982 (NA)           | Curse of Ra                                                                    | Epyx                                                   | Epyx                                                             | Fantezie                         | APPII ATR DOS TRS80                                      |                                          | Expansiune pentru Temple of Apshai. | SUA             |
| 1982 (JP)           | Danchizuma no Yuwaku (JP) 団地妻の誘惑 (JP)                                    | Koei (JP)                                              | Koei (JP)                                                        | Modern                           | PC88 FM7                                                 | Adventure RPG Eroge                      | | Japonia         |
| 1982 (NA)           | Danger in Drindisti                                                            | Epyx                                                   | Epyx                                                             | Fantezie                         | APPII ATR TRS80                                          |                                          | Expansiune pentru Temple of Apshai: Hellfire Warrior.                                                                                              | SUA             |
| 1982 (NA)           | Dragonstomper (NA)                                                             | Starpath (NA)                                          | Starpath (NA)                                                    | Fantezie                         | ATR26                                                    | Pre-JRPG                                 | | SUA             |
| 1982 (NA)           | Dungeons of Daggorath                                                          | DynaMicro (Douglas J. Morgan, Keith S. Kiyohara)       | Tandy                                                            | Fantezie                         | TRSCC                                                    | Dungeon crawl Real-time, but text-driven | | SUA             |
| 1982 (NA)           | Dunzhin                                                                        | Intelligent Statements                                 | ScreenPlay Computer Applications Unlimited Med Systems Software  | Fantezie                         | APPII PCB TRS80                                          | Roguelike                                | Partea 1 a jocului Warriors of Ras | SUA             |
| 1982 (NA)           | Hellfire Warrior                                                               | Epyx                                                   | Epyx                                                             | Fantezie                         | ATR (Port)                                               |                                          | Sequel al Temple of Apshai. | SUA             |
| 1982 (NA)           | Keys of Acheron, The                                                           | Epyx                                                   | Epyx                                                             | Fantezie                         | ATR (Port)                                               |                                          | Expansiune pentru Temple of Apshai: Hellfire Warrior.                                                                                              | SUA             |
| 1982 (NA)           | Mazies & Crazies                                                               | TAB Books                                              | TAB Books                                                        | Fantezie                         | TRS-80                                                   |                                          | Exemplu de program din manualul de programare | SUA             |
| 1982 (NA)           | Starquest: Rescue at Rigel                                                     | Epyx                                                   | Epyx                                                             | Sci-fi                           | VIC20 (Port)                                             |                                          | Spin-off al seriei Dunjonquest. | SUA             |
| 1982 (NA)           | Sword of Fargoal                                                               | Epyx                                                   | Epyx                                                             | Fantezie                         | VIC20                                                    | Roguelike                                | | SUA             |
| 1982 (NA)           | Telengard                                                                      | Avalon Hill                                            | Avalon Hill                                                      | Fantezie                         | APPII ATR PET TRS80                                      | Early roguelike relative                 | Based on DND. | SUA             |
| 1982 (NA)           | Temple of Apshai                                                               | Epyx                                                   | Epyx                                                             | Fantezie                         | DOS (Port)                                               |                                          | | SUA             |
| 1982 (NA)           | Tunnels of Doom                                                                | Kevin Kenney                                           | Texas Instruments                                                | Fantezie                         | TI99                                                     |                                          | | SUA             |
| 1982 (NA)           | Ultima II:The Revenge of the Enchantress                                       | Richard Garriott                                       | Sierra                                                           | Fantezie                         | APPII                                                    |                                          | | SUA             |
| 1982 (NA)           | Upper Reaches of Apshai                                                        | Epyx                                                   | Epyx                                                             | Fantezie                         | ATR (Port) DOS (Port)                                    |                                          | Expansiune pentru Temple of Apshai. | SUA             |
| 1982 (NA)           | Wizardry II: The Knight of Diamonds                                            | Sir-Tech                                               | Sir-Tech                                                         | Fantezie                         | APPII                                                    |                                          | | SUA             |
| 1983 (NA)           | Advanced Dungeons & Dragons: Treasure of Tarmin (NA)                           | APh (NA)                                               | Mattel (NA)                                                      | Fantezie                         | INT                                                      | Turn-based Dungeon crawl                 | | SUA             |
| 1983 (NA)           | Amulet, The                                                                    | Numenor Microsystems                                   | Numenor Microsystems                                             | Fantezie                         | DOS                                                      | [ 25 ]                                   | | Canada          |
| 1983 (NA)           | Beneath Apple Manor                                                            |                                                        | Quality Software                                                 | Fantezie                         | DOS (Port) ATR (Port)                                    | Roguelike                                | Opțiuni pentru mod grafic sau text. | SUA             |
| 1983 (JP)           | Bokosuka Wars (JP) ボコスカウォーズ (JP)                                       | Koji Sumii (JP)                                        | ASCII (JP)                                                       | Fantezie                         | X1 MSX (Port) NES (Port)                                 | Tactical RPG RTS/RPG Acțiune RPG         | | Japonia         |
| 1983 (NA)           | Expedition Amazon                                                              | Penguin Software                                       | Penguin Software                                                 | Modern                           | APPII                                                    | [ 31 ]                                   | | SUA             |
| 1983 (NA)           | Gateway to Apshai                                                              | Connelley Group                                        | Epyx                                                             | Fantezie                         | ATR C64                                                  |                                          | | SUA             |
| 1983 (NA)           | Morloc's Tower                                                                 | Epyx                                                   | Epyx                                                             | Fantezie                         | PCB (Port)                                               |                                          | Portare a Dunjonquest: Morloc's Tower pentru TRS80.                                                                                                | SUA             |
| 1983 (JP)           | Nobunaga's Ambition (JP) 信長の野望 (JP)                                       | Koei (JP)                                              | Koei (JP)                                                        | Historical                       | MSX NES (Port)                                           | Tactical RPG                             | Debutul seriei. | Japonia         |
| 1983 (NA)           | Rescue at Rigel                                                                | Epyx                                                   | Epyx                                                             | Sci-fi                           | DOS (Port) PCB (Port)                                    |                                          | Portare a Rescue at Rigel pentru TRS80. | SUA             |
| 1983 (JP)           | Return of Heracles                                                             | Quality (Stuart Smith)                                 | Quality                                                          | Fantezie                         | ATR                                                      |                                          | | SUA             |
| 1983 (NA)           | Star Warrior                                                                   | Epyx                                                   | Epyx                                                             | Sci-fi                           | DOS (Port)                                               |                                          | Portare a Star Warrior pentru TRS80. | SUA             |
| 1983 (NA)           | Telengard                                                                      | Avalon Hill Kiya Overseas Industry Co., Ltd            | Avalon Hill                                                      | Fantezie                         | C64 (Port) FM7 (Port)                                    |                                          | | SUA             |
| 1983 (NA)           | Temple of Apshai                                                               | Epyx                                                   | Epyx                                                             | Fantezie                         | C64 (Port) VIC20 (Port)                                  |                                          | Portare a Temple of Apshai pentru TRS80. | SUA             |
| 1983 (NA)           | Curse of Ra                                                                    | Epyx                                                   | Epyx                                                             | Fantezie                         | C64 (Port)                                               |                                          | Expansiune pentru Temple of Apshai. | SUA             |
| 1983 (NA)           | Ultima                                                                         | Richard Garriott                                       | Sierra                                                           | Fantezie                         | ATR (Port)                                               |                                          | | SUA             |
| 1983 (NA)           | Ultima II:The Revenge of the Enchantress                                       | Richard Garriott                                       | Sierra                                                           | Fantezie                         | ATR (Port) C64 (Port) DOS (Port)                         |                                          | | SUA             |
| 1983 (NA)           | Ultima III: Exodus                                                             | Origin                                                 | Origin                                                           | Fantezie                         | APPII ATR (Port) C64 (Port)                              |                                          | Pioneered many innovations that would become standard on many CRPGs that followed.                                                                 | SUA             |
| 1983 (NA)           | Ultima: Escape from Mount Drash                                                | Keith Zabalaoui                                        | Sierra                                                           | Fantezie                         | VIC20                                                    |                                          | | SUA             |
| 1983 (NA)           | Upper Reaches of Apshai                                                        | Epyx                                                   | Epyx                                                             | Fantezie                         | C64 (Port)                                               |                                          | Expansiune pentru Temple of Apshai. | SUA             |
| 1983 (EU)           | Volcanic Dungeon                                                               | Carnell Software                                       | Roy Carnell and Stuart A. Galloway                               | Fantezie                         | ZX ZX81 DG32                                             | Roguelike adventure-RPG                  | Sequel al Black Crystal. | Marea Britanie  |
| 1983 (EU)           | Wizardry: Proving Grounds of the Mad Overlord                                  | Sir-Tech                                               | Ediciel                                                          | Fantezie                         | APPII                                                    |                                          | French translation of Wizardry: Proving Grounds of the Mad Overlord.                                                                               | SUA             |
| 1983 (NA)           | Wizardry III: Legacy of Llylgamyn                                              | Sir-Tech                                               | Sir-Tech                                                         | Fantezie                         | APPII                                                    | Dungeon crawl                            | | SUA             |
| 1984 (JP)           | Age of Adventure                                                               | Quality                                                | Quality                                                          | Fantezie                         | APPII (Comp) ATR (Comp) C64 (Comp)                       |                                          | Port and compilation of Return of Heracles and Ali Baba and the Forty Thieves for ATR.                                                             | SUA             |
| 1984 (JP)           | Black Onyx, The (JP) ザ・ブラックオニキス (JP)                                 | Bullet-Proof (JP)                                      | Bullet-Proof (JP)                                                | Fantezie                         | PC88                                                     | Dungeon crawl                            | Often considered the first Japanese RPG ever released                                                                                              | Japonia         |
| 1984 (JP)           | The Black Onyx II: Search for the Fire Crystal (JP) ザ・ブラックオニキス (JP)  | Bullet-Proof (JP)                                      | Bullet-Proof (JP)                                                | Fantezie                         | PC88                                                     | Dungeon crawl                            | | Japonia         |
| 1984 (UK)           | The Citadel of Chaos                                                           | Puffin Books                                           | Puffin Books                                                     | Fantezie                         | C64 ZX                                                   |                                          | Adaptation of the Fighting Fantasy gamebook. | Marea Britanie  |
| 1984 (JP/NA)        | Dragon Buster (JP) ドラゴンバスター (JP)                                       | Namco (JP)                                             | Namco (JP)                                                       | Fantezie                         | Arcade PC88 MSX NES                                      | Acțiune RPG Dungeon crawl                | Debutul seriei. | Japonia         |
| 1984 (JP)           | Dragon Slayer (JP) ドラゴンスレイヤー (JP)                                     | Nihon Falcom (JP)                                      | Nihon Falcom (JP)                                                | Fantezie                         | PC88                                                     | Acțiune RPG JRPG                         | Debutul seriei. | Japonia         |
| 1984 (NA)           | DND                                                                            | R. O. Software                                         | R. O. Software                                                   | Fantezie                         | DOS                                                      |                                          | Portare a versiunii TOPS-10 DND de Daniel Lawrence.                                                                                                | SUA             |
| 1984 (NA)           | Expedition Amazon                                                              | Penguin Software                                       | Penguin Software (US) Starcraft Incorporated (J)                 | Modern                           | C64 FM7 PC88 PC98                                        | [ 45 ]                                   | | SUA             |
| 1984 (EU)           | The Forest of Doom                                                             | Puffin Books                                           | Puffin Books                                                     | Fantezie                         | C64 ZX                                                   |                                          | Adaptation of the Fighting Fantasy Gamebook. | Marea Britanie  |
| 1984 (NA)           | Gateway to Apshai (NA)                                                         | The Connely Group (NA)                                 | Epyx (NA)                                                        | Fantezie                         | CLV                                                      | Dungeon crawl                            | | Marea Britanie  |
| 1984 (JP)           | Hydlide (JP) ハイドライド (JP)                                                 | T&E (JP)                                               | T&E (JP)                                                         | Fantezie                         | PC88 PC98                                                | Acțiune RPG JRPG                         | Debutul seriei. | Japonia         |
| 1984 (NA)           | Lords of Midnight, The                                                         | Mike Singleton                                         | Beyond Software Amsoft                                           | Fantezie                         | ZX CPC                                                   | Adventure-RPG                            | | Marea Britanie  |
| 1984 (JP)           | Psychic City (JP) サイキックシティ (JP)                                        | HOT·B                                                  | HOT·B                                                            | Post-apocalyptic                 | PC88 FM7                                                 |                                          | | Japonia         |
| 1984 (NA)           | Questron                                                                       | SSI                                                    | SSI                                                              | Fantezie                         | APPII ATR C64                                            |                                          | Debutul seriei. | SUA             |
| 1984 (NA)           | Shadowkeep                                                                     | Ultrasoft Inc.                                         | Trillium Corp.                                                   | Fantezie                         | APPII                                                    |                                          | Adaptat într-un roman de Alan Dean Foster | SUA             |
| 1984 (NA)           | SunDog: Frozen Legacy                                                          | FTL                                                    | FTL Accolade                                                     | Sci-Fi                           | APPII                                                    |                                          | | SUA             |
| 1984 (NA/JP)        | Telengard                                                                      | Avalon Hill                                            | Eclipse Software (NA) Kiya Overseas Industry, Ltd. (JP)          | Fantezie                         | C64 (Port) PC88 (Port) PC98 (Port)                       |                                          | | SUA             |
| 1984 (JP/NA)        | Tower of Druaga, The (JP) ドルアーガの塔 (JP)                                  | Namco                                                  | Namco                                                            | Fantezie                         | Arcade                                                   | Acțiune RPG JRPG                         | Debutul seriei. | Japonia         |
| 1984 (NA)           | Wizardry: Proving Grounds of the Mad Overlord                                  | Sir-Tech                                               | Sir-Tech                                                         | Fantezie                         | PCB (Port)                                               |                                          | | SUA             |
| 1984 (EU)           | Wrath of Magra, The                                                            | Mastervision                                           | Carnell Software (Roy Carnell, Stephen Kirk, Stuart A. Galloway) | Fantezie                         | ZX                                                       |                                          | Sequel al Volcanic Dungeon. | Marea Britanie  |
| 1984 (NA)           | Xyphus                                                                         | Penguin Software                                       | Penguin Software                                                 | Fantezie                         | APPII C64                                                |                                          | | SUA             |
| 1984 (NA)           | Zyll                                                                           | IBM                                                    | IBM                                                              | Fantezie                         | PCB                                                      |                                          | Bazat pe text, cu aspect randomizat. | SUA             |
| 1985 (NA) 1984 (EU) | Stuart Smith's Adventure Construction Set                                      |                                                        | Ariolasoft UK Electronic Arts                                    | Fantezie Sci-Fi                  | C64 APPII                                                |                                          | Program de realizat jocuri RPG cu exemple de jocuri.                                                                                               | SUA             |
| 1985 (NA/UK)        | Alternate Reality: The City                                                    | Paradise                                               | Datasoft U.S. Gold                                               | Sci-Fi                           | ATR                                                      |                                          | Debutul seriei. | SUA             |
| 1985 (NA)           | Autoduel                                                                       | Origin Systems                                         | Origin Systems                                                   | Post-apocaliptic                 | AMI APPII ATR C64 DOS MAC ST                             |                                          | Bazat pe jocul de simulare de luptă Car Wars de Steve Jackson Games.                                                                               | SUA             |
| 1985 (NA)           | Bards Tale, The                                                                | Interplay                                              | EA                                                               | Fantezie                         | APPII C64                                                |                                          | Primul CRPG care a pus Interplay pe hartă ca viitor dezvoltator CRPG.                                                                              | SUA             |
| 1985 (JP/PAL)       | Black Onyx, The (JP/PAL) ザ・ブラックオニキス (JP)                             | Bullet-Proof                                           | Bullet-Proof ASCII                                               | Fantezie                         | FM7 MSX                                                  | Dungeon crawl                            | | Japonia         |
| 1985 (JP)           | Cosmic Soldier (JP) コズミックソルジャー (JP)                                  | Kogado                                                 | Kogado ASCII                                                     | Sci-Fi                           | MSX2 PC88                                                | Dungeon crawl Eroge                      | | Japonia         |
| 1985 (JP)           | Courageous Perseus (JP) カレイジアスペルセウス (JP)                            | Cosmos computer                                        | Cosmos computer                                                  | Fantezie                         | MSX                                                      | Acțiune RPG                              | | Japonia         |
| 1985 (NA)           | Doomdark's Revenge                                                             | Mike Singleton                                         | Beyond Software                                                  | Fantezie                         | ZX CPC C64                                               | Adventure-RPG                            | Sequel al The Lords of Midnight | Marea Britanie  |
| 1985 (JP)           | Dragon Slayer (JP) ドラゴンスレイヤー (JP)                                     | Nihon Falcom                                           | Square                                                           | Fantezie                         | MSX                                                      | Acțiune RPG                              | | Japonia         |
| 1985 (JP)           | Dragon Slayer II: Xanadu (JP) ザナドゥ (JP)                                    | Nihon Falcom                                           | Nihon Falcom                                                     | Fantezie                         | PC88 PC98                                                | Acțiune RPG                              | | Japonia         |
| 1985 (JP)           | Earth Fighter Rayieza, The (JP) Chikyū Senshi Raīza (JP) 地球戦士ライーザ (JP) | Enix                                                   | Enix                                                             | Sci-Fi                           | PC88 FM7 X1 MSX                                          | Acțiune RPG                              | | Japonia         |
| 1985 (JP)           | Fantasian (JP)                                                                 | Xtalsoft                                               | Xtalsoft                                                         | Fantezie                         | PC88 X1                                                  | Dungeon crawl                            | | Japonia         |
| 1985 (JP)           | Genesis: Beyond The Revelation (JP) Genesis (JP) ジェネシス (JP)               | Square                                                 | Square                                                           | Post-apocalyptic                 | PC88                                                     |                                          | | Japonia         |
| 1985 (JP)           | Hydlide (JP) ハイドライド (JP)                                                 | T&E                                                    | T&E                                                              | Fantezie                         | MSX MSX2                                                 | Acțiune RPG                              | | Japonia         |
| 1985 (JP)           | Hydlide II: Shine of Darkness (JP) ハイドライド II (JP)                        | T&E                                                    | T&E                                                              | Fantezie                         | PC88                                                     | Acțiune RPG                              | | Japonia         |
| 1985 (EU)           | Mandragore                                                                     | Infogrames Entertainment                               | Infogrames Entertainment                                         | Fantezie                         | APPII                                                    | [ 58 ]                                   | | Franța          |
| 1985 (JP)           | Moebius: The Orb of Celestial Harmony                                          | Origin                                                 | Origin                                                           | Fantezie                         | APPII                                                    |                                          | | SUA             |
| 1985 (JP)           | Outroyd (JP) アウトロイド (JP)                                                 | Stratford Computer Center                              | MagicalZoo                                                       | Sci-Fi                           | MSX                                                      |                                          | | Japonia         |
| 1985 (NA)           | Phantasie                                                                      | SSI                                                    | SSI                                                              | Fantezie                         | APPII                                                    |                                          | Debutul seriei. | SUA             |
| 1985 (NA)           | Phantasie                                                                      | Logical Design                                         | SSI                                                              | Fantezie                         | C64 (Port)                                               |                                          | Portare aPhantasie pentru APPII. Debutul seriei.                                                                                                   | SUA             |
| 1985 (JP)           | Rambo (JP) ランボー (JP)                                                       | Pack-In-Video                                          | Pack-In-Video                                                    | Modern                           | MSX                                                      | Acțiune RPG                              | | Japonia         |
| 1985 (JP)           | Screamer, The (JP)                                                             | Magical Zoo                                            | Magical Zoo                                                      | Post-apocaliptic Survival horror | PC88 PC98                                                | Acțiune RPG Role-playing shooter         | | Japonia         |
| 1985 (NA)           | SunDog: Frozen Legacy                                                          | FTL                                                    | FTL                                                              | Sci-Fi                           | ST (Port)                                                |                                          | | SUA             |
| 1985 (NA)           | Telengard                                                                      | Avalon Hill                                            | Avalon Hill                                                      | Fantezie                         | DOS (Port)                                               |                                          | | SUA             |
| 1985 (NA)           | Temple of Apshai Trilogy                                                       | Epyx                                                   | Epyx                                                             | Fantezie                         | AMI (Comp) APPII (Comp) ATR (Comp) C64 (Comp) DOS (Comp) |                                          | Remake și compilare a primelor trei jocuri Temple of Apshai.                                                                                       | SUA             |
| 1985 (JP)           | Tower of Druaga, The (JP) ドルアーガの塔 (JP)                                  | Namco                                                  | Namco                                                            | Fantezie                         | NES MSX X68                                              | Acțiune RPG JRPG                         | Portare a The Tower of Druaga pentru Arcade. | Japonia         |
| 1985 (JP)           | Tritorn                                                                        | Sein-soft                                              | Sein-soft                                                        | Fantezie                         | PC88 X1                                                  | Acțiune RPG                              | | Japonia         |
| 1985 (NA)           | Ultima II:The Revenge of the Enchantress                                       | Richard Garriott                                       | Sierra                                                           | Fantezie                         | MAC (Port) ST (Port)                                     |                                          | | SUA             |
| 1985 (NA)           | Ultima III: Exodus                                                             | Origin                                                 | Origin                                                           | Fantezie                         | DOS (Port)                                               |                                          | | SUA             |
| 1985 (NA)           | Ultima IV: Quest of the Avatar                                                 | Origin                                                 | Origin                                                           | Fantezie                         | APPII C64 (Port) DOS (Port)                              |                                          | Primul CRPG major care a trecut la o abordare „virtuoasă” bazată pe o poveste.                                                                     | SUA             |
| 1985 (NA)           | Wizard's Crown                                                                 | SSI                                                    | SSI                                                              | Fantezie                         | DOS                                                      |                                          | | SUA             |
| 1985 (NA)           | Wizardry: Proving Grounds of the Mad Overlord                                  | Sir-Tech                                               | Sir-Tech                                                         | Fantezie                         | MAC (Port)                                               |                                          | | SUA             |
| 1985 (NA)           | Xyphus                                                                         | Penguin Software                                       | Penguin Software                                                 | Fantezie                         | MAC (Port)                                               |                                          | Perspectivă de sus în jos. | SUA             |